# Sound of Noise
Sound of Noise és una pel·lícula de comèdia criminal sueca-francesa del 2010 escrita i dirigida per Ola Simonsson i Johannes Stjärne Nilsson. Explica la història d'un grup de músicss que interpreten música il·legalment sobre objectes a les diferents institucions d'una ciutat. La pel·lícula és una continuació de Music For One Apartment And Six Drummers, el curtmetratge de 2001 realitzat pels mateixos directors amb el mateix concepte bàsic. El títol prové del manifest de 1913 del futurista italià Luigi Russolo L'arte dei rumori.

## Argument
Un grup de sis bateria anarquistes liderats per la músic Sanna Persson i un director d'orquestra anomenat Magnus es van proposar fer música amb objectes que generalment es consideren no musicals. Planegen un concert amb quatre moviments amb títols humorístics que es reproduiran per tota la ciutat després d'analitzar acuradament quins objectes es poden utilitzar per fer bona música. Mentrestant, el grup és perseguit per Amadeus Warnebring, un policia sord nascut en una família musical distingida que odia el so de la música.
El grup comença tocant en una sala de cirurgia utilitzant un reporter de televisió notable que ha estat ingressat a l'hospital per una cirurgia d'hemorroides. La seva següent peça està ambientada en un banc on ostensiblement aguanten el personal i els clients. A continuació, introdueixen bitllets a la màquina de triturar per obtenir un so de baix distorsionat. La següent peça utilitza bulldozers colpejant el terra a la font davant d'un teatre d'òpera. Per al crescendo, toquen la font fent-la caure a terra. L'última peça els implica penjats de cables d'alimentació d'alta tensió i tocant els cables suspesos com violins.
Warnebring finalment s'adona que els objectes i les persones utilitzats pels anarquistes com a instruments queden silenciats a les seves orelles després dels fets, a causa de la seva sordesa de to. A partir d'això, forma un pla per obligar els tabalers a utilitzar tota la ciutat com a instrument mitjançant el control rítmic de l'alimentació. El pla té èxit: Persson observa que els sons ambientals que l'envolten s'han convertit en musicals, mentre que Warnebring no pot escoltar aquests sons. La pel·lícula acaba amb els anarquistes exiliats de la ciutat i actuant com a sala d'actes mentre Warnebring gaudeix d'un concert d'orquestra silenciós en un altre lloc.

## Repartiment
- Bengt Nilsson com a Amadeus Warnebring
- Sanna Persson com a Sanna Persson
- Magnus Börjeson com a Magnus
- Marcus Haraldson Boij com a Marcus
- Fredrik Myhr com Myran
- Anders Vestergård com a Anders
- Johannes Björk com a Johannes
- Sven Ahlström com Oscar Warnebring
- Ralph Carlsson com a Hagman
- Paula McManus com a Colette
- Peter Schildt com a comissari de policia
- Pelle Öhlund com a Sánchez
- Dag Malmberg com a Levander
- Björn Granath com a director de l'hospital
- Anders Jansson com a Bosse

## Producció
La música va ser composta per a la pel·lícula per Magnus Börjeson mentre la història va ser escrita per Fred Avril. Sound of Noise va ser iniciat per BLISS de França. La pel·lícula és una coproducció entre BLISS i Dfm fiktion. IVa rebre deu milions de corones de l'Institut Suec de Cinema. La pel·lícula es va rodar a CinemaScope i el rodatge van tenir lloc a Malmö del 28 de juliol a l'1 d'octubre de 2008.

## Llançament
La pel·lícula es va estrenar el 18 de maig de 2010 a la Setmana de la Crítica del 63è Festival Internacional de Cinema de Canes. S'ha estrenat a Suècia el dia de Nadal de 2010 a través de Nordisk Film. Wild Bunch Distribution la va estrenar a França el 29 de desembre de 2010.

## Recepció

### Resposta crítica
La pel·lícula va rebre una puntuació del 91% al lloc web de l'agregador de ressenyes Rotten Tomatoes, amb una valoració mitjana de 7,1/10 basada en 23 crítics. El consens crític del lloc web diu: "Sound of Noise és una comèdia estrident i irreverent amb bones melodies i un final romàntic." A Metacritic, la pel·lícula té una puntuació mitjana de 72 sobre 100, basada en 9 crítics, la qual cosa indica "crítiques generalment favorables".
Eric Kohn de IndieWire va anomenar Sound of Noise "Bonnie and Clyde a la bateria", escrivint: "Carregada amb enginyosa idea de ritmes, martelleja un ritme únic merescut de moltes actuacions repetides", i "els directors Ola Simonsson i Johannes Stjärne converteixen els escenografies musicals surrealistes en les autèntiques estrelles". També va elogiar la "banda sonora salvatgement original" de la pel·lícula.
David DeWitt de The New York Times va comparar la pel·lícula amb l'espectacle teatral de percussió similar Stomp, i la va anomenar "un estudi de personatges barrejat amb un procediment criminal extravagant bastant seriosament sobre la broma, sense un moment d'estil Adam Sandler "mira com som de simpàtics" que només diluiria l'atractiu de la pel·lícula. "Sound of Noise" és un plaer sec, un culte al plaer autoconscient".
A la seva ressenya de la pel·lícula, Alissa Simon de Variety la va anomenar "un còctel deliciós de simfonia de la ciutat moderna, procediment policial i història d'amor... Amb el més complex i absurd. va fer números musicals des de la Delicatessen de Marc Caro i Jean-Pierre Jeunet, la foto era molt més exigent de fer que de veure". Va assenyalar que "els elogis crítics i el màrqueting intel·ligent podrien transformar el plaer del públic del festival en un nínxol d'èxit artístic a la majoria dels mercats".
Peter Brunette de The Hollywood Reporter va dir que la premissa bàsica de la pel·lícula és "una de les més imaginatives que mai veuràs. Tot es basa en la música, crua, elemental i percussiva, amb rialles genuïnes escorregudes de principi a fi". Va assenyalar "l'aspecte subestimat però bonic de la comèdia romàntica" de la pel·lícula i va descriure els esquetxos com "brillantment conceptualitzats i executats sense errors. A Sound of Noise l'edició i la barreja de so són àgils, i les animacions delicioses animen visualment la pel·lícula. Sound of Noise pot ser d'abast petit, però, en termes d'imaginació, és enorme." De la mateixa manera, va comentar que "el distribuïdor de nínxol adequat podria aconseguir alguns beneficis modestos" de la pel·lícula.

### Reconeixements
Sound of Noise va rebre el premi Young Critics Award i el Grand Rail d'Or a la Setmana de la Crítica. A mesura que el festival va continuar, va guanyar el premi a la millor pel·lícula fantàstica al Fantastic Fest d'Austin. També va guanyar el Free Spirit Award i el Premi del Públic al Festival Internacional de Cinema de Varsòvia de 2010. Al Festival Internacional de Cinema Molodist de Kíev, la pel·lícula va rebre tant el premi a la millor pel·lícula com el premi del públic. Va guanyar un Premi Guldbagge al Millor Assoliment per "una fusió virtuosa de so i música" i una menció especial del Premi Noves Visions al XLIII Festival Internacional de Cinema Fantàstic de Catalunya.